# Адено, Софи
Софи Адено (фр. Sophie Adenot, родилась 5 июля 1982 года в Кон-Кур-сюр-Луар) — французская инженер и женщина-космонавт; подполковник ВКС Франции. Первая в истории Франции женщина-лётчик-испытатель вертолётов. Член Европейского корпуса астронавтов с 2022 года.

## Ранние годы
Родилась 5 июля 1982 года в Кон-Кур-сюр-Луар (департамент Ньевр). Отец — Юбер Адено, нотариус из Корбиньи. Мать — Изабель Адено, врач и доктор медицины; президент Национального ордена фармацевтов в 2009—2017 годах. Дед — механик ВВС Франции.
Софи училась в школе для дочерей кавалеров ордена Почётного легиона в Сен-Дени и посещала подготовительные классы для поступления в одну из Больших школ
. Училась на инженера в Высшем институте аэронавтики и космоса в Тулузе, специализируясь на динамике полёта летательных и космических аппаратов. Институт окончила в 2004 году, продолжила обучение в Массачусетском технологическом институте, где получила степень магистра. Она работала в лаборатории «человек-машина», а свою выпускную работу посвятила адаптации вестибулярного аппарата к искусственной силе тяжести и модернизации испытаний для астронавтов на центрифугах. После окончания МИТ она проработала год в компании Airbus Helicopters в Мариньяне, занимаясь разработкой кабин для вертолётов (в том числе и для моделей H225).

## Карьера

### ВКС Франции
В 2005 году Адено начала свою службу в ВВС Франции. Пройдя курсы обучения для пилотов вертолёта, она начала службу в составе 1/67-го вертолётного эскадрона Пиринеи на авиабазе Казо. С 2008 по 2012 годы она пилотировала вертолёты Caracal и участвовала в поисково-спасательных операциях на вражеской территории. В 2012 году она была переведена в транспортный эскадрон верховного командования в Виллякубле, использовавшийся для перевозки глав государства, министров и иностранных делегаций.
В 2018 году Адено поступила в британскую Имперскую школу лётчиков-испытателей, по окончании которой стала первой в истории Франции женщиной-лётчиком-испытателем вертолётов. В том же году она как лучшая из выпуска получила Трофей Маккенны (англ. McKenna Trophy). Также она получила сертификат последипломного образования от универсистета Крэнфилда как специалист в лётных испытаниях и лётной динамике. После окончания школы испытателей она с 2019 по 2022 годы работала лётчиком-испытателем на авиабазе Казо под руководством Генеральной дирекции по вооружению.
По состоянию на 2022 год лётный опыт Адено насчитывал 3 тысячи часов на 22 типах вертолётов. Владеет пятью языками, воспитывает ребёнка.

### Воинские звания
- Август 2006 — лейтенант[17]
- 2009 — капитан[18]
- Декабрь 2014 — коммандант[19]
- Июнь 2020 — полковник[20]

### Космонавт
В 2022 году Адено стала членом Европейского корпуса астронавтов, войдя вместе с пятью другими астронавтами в Группу астронавтов ЕКА 2022 года. Она стала второй француженкой в составе корпуса после Клоди Эньере. Адено и ещё шестнадцать членов группы были отобраны из 22,5 тысяч претендентов. В 2023 году Адено прошла подготовку в центре ЕКА в Кёльне. В 2024 году она была включена в экипаж, который весной 2026 года должен отправиться к Международной космической станции.

## Награды
- Член программы Young Leaders, организованной Французско-американского фонда[англ.] (2020)[25][26]
- Медаль Национального собрания Франции[фр.] (2021) — за действия в поддержку полового равенства в научной деятельности[8]
- Кавалер ордена «За заслуги» (2022)[9]